# 狂暴灣
狂暴湾（拉丁語：Sinus Asperitatis）是月球东侧的一个月海区，从静海向南延伸至酒海，东西两侧与地形不规则的内陆区接壤。其月面坐标为南纬3.8°、东经27.4°，直径206公里。1976年国际天文学联合会正式采用了该名称。
在该月海北部是较小的托里切利陨石坑、南端是一对显目的西奥菲勒斯环形山和西里尔环形山，狂暴湾与酒海之间的边界处，则坐落着马德勒陨石坑。

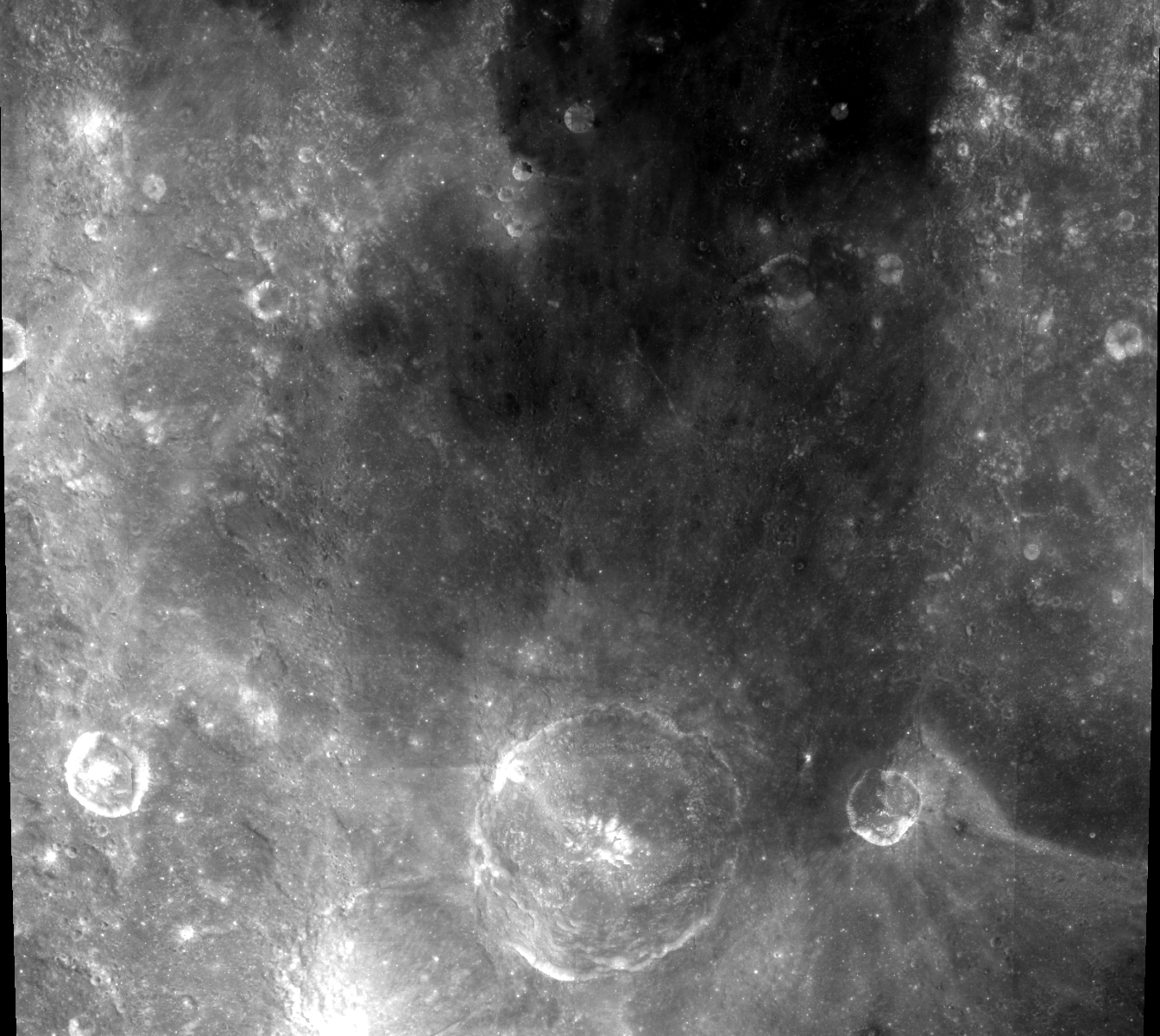
狂暴湾，底部中间是大陨石坑西奥菲勒斯环形山，右边是较小的马德勒陨石坑。